# Ochrus tippmanni
Ochrus tippmanni là một loài bọ cánh cứng trong họ Cerambycidae.